# Vertrag von Thessaloniki
Der Vertrag von Thessaloniki war ein Pakt zwischen Konrad III. und Manuel I. Komnenos, der 1145 in Thessaloniki geschlossen wurde. Er sah einen Angriffspakt gegen das normannische Sizilien vor. Da keine schriftliche Form des Vertrages vorliegt, spricht man in der Literatur allgemein vom „sogenannten Vertrag von Thessaloniki“. Der genaue Inhalt des Vertrages ist in der Forschung umstritten. 
Ein gemeinsamer Angriff, wie in der Absprache vorgesehen, wurde niemals durchgeführt: Zunächst war Konrad im Reich gebunden, um die Welfen zu bekämpfen, danach musste Johannes’ Nachfolger Manuel I. Komnenos die Grenzen gegen die Sarazenen verteidigen. Kurz vor einer möglichen Umsetzung starb Konrad. Sein Neffe und Nachfolger Friedrich I. nahm 1153 die antisizilische Politik im Vertrag von Konstanz mit dem Papst wieder auf, brach einen Feldzug gegen das Königreich Sizilien jedoch wegen Widerstand in seinem Heer ab. Durch die Vermählung seines Sohnes Heinrich VI. mit Konstanze, Tochter Rogers II. und Erbin des normannischen Königreiches, gelangten Sizilien und Unteritalien schließlich in staufischen Besitz. Byzanz konnte in dieser Region hingegen nie wieder Fuß fassen.